# Nati nel 1977/Gennaio
| Questa pagina contiene informazioni ricavate automaticamente dalle voci biografiche con l'ausilio del template Bio e di un bot. L'aggiornamento è periodico e automatico e ricostruisce completamente la pagina. Se manca una persona in questa lista, sei pregato di non aggiungerla, ma accertati piuttosto che la sua voce biografica contenga il template Bio e che i dati anagrafici siano correttamente compilati. Se il template Bio manca, inseriscilo tu stesso o, in alternativa, metti l'avviso {{tmp\|Bio}} che ne segnala la mancanza. Se i dati riportati sono sbagliati, correggi direttamente la voce biografica; le modifiche saranno visibili in questa lista entro pochi giorni. Per chiarimenti vedi il progetto biografie. La lista contiene solo le 376 persone che sono citate nell'enciclopedia e per le quali è stato implementato correttamente il template Bio. Pagina aggiornata al 10 giu 2025. |

- 1º gennaio - Murphy Akanji, ex calciatore nigeriano
- 1º gennaio - Jonas Andersson, copilota di rally svedese
- 1º gennaio - Axel, cantante argentino
- 1º gennaio - Naby Diarso, ex calciatore guineano
- 1º gennaio - Eyal Erlich, ex tennista israeliano
- 1º gennaio - Parisa Fitz-Henley, attrice e ex modella giamaicana
- 1º gennaio - Leoš Friedl, allenatore di tennis e ex tennista ceco
- 1º gennaio - Erika Lust, regista, produttrice cinematografica e scrittrice svedese
- 1º gennaio - Anthony Hemingway, regista statunitense
- 1º gennaio - Lucky Isibor, calciatore nigeriano († 2013)
- 1º gennaio - Omer Joldić, ex calciatore bosniaco
- 1º gennaio - Kim Jong-su, tiratore a segno nordcoreano
- 1º gennaio - Denis Borisovič Kireev, banchiere e agente segreto ucraino († 2022)
- 1º gennaio - Jacek Magiera, allenatore di calcio e ex calciatore polacco
- 1º gennaio - Jamie Pace, ex calciatore maltese
- 1º gennaio - Liván Pérez, ex calciatore cubano
- 1º gennaio - Hasan Salihamidžić, dirigente sportivo e ex calciatore bosniaco
- 1º gennaio - Shen Wei, artista e fotografo cinese
- 1º gennaio - Sam Spruell, attore britannico
- 1º gennaio - Jerry Yan, cantante e attore taiwanese
- 1º gennaio - Dagnė Čiukšytė, scacchista lituana
- 2 gennaio - Khaled Al-Shammari, ex calciatore kuwaitiano
- 2 gennaio - Timothy Beck, ex velocista e ex bobbista olandese
- 2 gennaio - Pedro Depablos, ex calciatore venezuelano
- 2 gennaio - Stefan Koubek, allenatore di tennis e ex tennista austriaco
- 2 gennaio - David Martín Lozano, ex pallanuotista e allenatore di pallanuoto spagnolo
- 2 gennaio - Benjamin Nivet, ex calciatore francese
- 2 gennaio - Pablo Ricchetti, ex calciatore argentino
- 2 gennaio - Annemari Sandell-Hyvärinen, ex fondista finlandese
- 2 gennaio - Siddhartha Khosla, cantautore, polistrumentista e compositore statunitense
- 3 gennaio - Lee Bowyer, allenatore di calcio e ex calciatore inglese
- 3 gennaio - Thomas Geisser, ex sciatore alpino svizzero
- 3 gennaio - Haruhisa Hiramoto, ex giocatore di football americano giapponese
- 3 gennaio - Mayumi Iizuka, attrice, doppiatrice e cantante giapponese
- 3 gennaio - Karim Kerkar, ex calciatore algerino
- 3 gennaio - Dany Locati, ex skeletonista italiana
- 3 gennaio - Maurizio Nassi, ex calciatore italiano
- 3 gennaio - Stéphane Pignol, ex calciatore francese
- 3 gennaio - Youssef Safri, allenatore di calcio e ex calciatore marocchino
- 3 gennaio - Michelle Stephenson, cantante, conduttrice televisiva e giornalista britannica
- 3 gennaio - Murad Umachanov, ex lottatore russo
- 3 gennaio - Kurt Yaeger, ciclista di BMX, attore e modello statunitense
- 4 gennaio - Louisa Baïleche, cantante francese
- 4 gennaio - Solon Bixler, chitarrista e batterista statunitense
- 4 gennaio - Irán Castillo, attrice e cantautrice messicana
- 4 gennaio - Jonathan Cochet, pilota automobilistico francese
- 4 gennaio - Horia Colibășanu, alpinista rumeno
- 4 gennaio - Nenad Džodić, ex calciatore serbo
- 4 gennaio - Graham Elliot, cuoco e personaggio televisivo statunitense
- 4 gennaio - Emanuele Felice, economista e saggista italiano
- 4 gennaio - John Jensen, ex calciatore danese
- 4 gennaio - Awa Ly, attrice e cantante francese
- 4 gennaio - David Millar, ex ciclista su strada e pistard britannico
- 4 gennaio - Paola Pisano, politica e economista italiana
- 4 gennaio - Ricky Rose, ex calciatore seychellese
- 4 gennaio - Olivier Theyskens, stilista belga
- 4 gennaio - Tim Wheeler, cantante e chitarrista britannico
- 5 gennaio - Oluniké Adeliyi, attrice canadese
- 5 gennaio - Étienne Alain Djissikadié, ex calciatore gabonese
- 5 gennaio - Aleksej Medvedev, ex calciatore russo
- 5 gennaio - Rafael Vidaurreta, ex cestista spagnolo
- 5 gennaio - Sedric Webber, ex cestista statunitense
- 6 gennaio - Tom Boxer, disc jockey, produttore discografico e cantante rumeno
- 6 gennaio - Daniel Chapo, politico mozambicano
- 6 gennaio - Ludovic Mirande, ex calciatore francese
- 6 gennaio - Damir Mirković, ex cestista bosniaco
- 6 gennaio - Genevieve O'Reilly, attrice irlandese
- 6 gennaio - Lisa, cantante italiana
- 6 gennaio - Manfred Reichegger, scialpinista italiano
- 6 gennaio - Yadiletsy Ríos, ex cestista cubana
- 6 gennaio - Agnese Virgillito, giornalista e scrittrice italiana
- 6 gennaio - Dalibor Višković, allenatore di calcio e ex calciatore croato
- 6 gennaio - Adrianne Wadewitz, attivista e docente statunitense († 2014)
- 7 gennaio - Francesco Bottai, cantautore, chitarrista e attore teatrale italiano
- 7 gennaio - Valeria Ciardiello, giornalista, conduttrice televisiva e attrice italiana
- 7 gennaio - Nuno Claro, ex calciatore portoghese
- 7 gennaio - Valdas Dambrauskas, allenatore di calcio lituano
- 7 gennaio - Dustin Diamond, attore e regista statunitense († 2021)
- 7 gennaio - Krisztián Kenesei, calciatore ungherese
- 7 gennaio - Joel Konofilia, ex calciatore salomonese
- 7 gennaio - Vanesa Lorenzo, modella spagnola
- 7 gennaio - Lü Bin, ex nuotatrice cinese
- 7 gennaio - Tomm Moore, regista, animatore e sceneggiatore irlandese
- 7 gennaio - Sofi Oksanen, scrittrice e drammaturga finlandese
- 7 gennaio - Reinhard Schwarzenberger, ex saltatore con gli sci austriaco
- 7 gennaio - Marco Storari, dirigente sportivo e ex calciatore italiano
- 8 gennaio - Manuela Arcuri, attrice, personaggio televisivo e ex modella italiana
- 8 gennaio - Andrea Ardito, allenatore di calcio e ex calciatore italiano
- 8 gennaio - Amber Benson, attrice, scrittrice e regista statunitense
- 8 gennaio - Erdal Bibo, ex cestista turco
- 8 gennaio - Francesco Coco, ex calciatore italiano
- 8 gennaio - Torun Eriksen, cantante norvegese
- 8 gennaio - Hannes Jochum, allenatore di calcio, dirigente sportivo e ex calciatore austriaco
- 8 gennaio - Ruslan Kostyšyn, allenatore di calcio e ex calciatore ucraino
- 8 gennaio - Anne-Marie LeFrançois, ex sciatrice alpina canadese
- 8 gennaio - Yang Xia, ex sollevatrice cinese
- 9 gennaio - Talal Al-Khaibari, ex calciatore saudita
- 9 gennaio - Moreno Boer, ex sollevatore italiano
- 9 gennaio - Chao Pi-feng, ex cestista taiwanese
- 9 gennaio - Viktors Dobrecovs, allenatore di calcio e ex calciatore lettone
- 9 gennaio - Stéphane Dondon, ex cestista francese
- 9 gennaio - Rigoberto Gómez, ex calciatore honduregno
- 9 gennaio - Diego Markic, allenatore di calcio e ex calciatore argentino
- 9 gennaio - Andrėj Mileŭski, ex calciatore bielorusso
- 9 gennaio - Scoonie Penn, ex cestista, allenatore di pallacanestro e dirigente sportivo statunitense
- 9 gennaio - Stefan Selakovic, ex calciatore svedese
- 9 gennaio - Virgil Stănescu, ex cestista rumeno
- 9 gennaio - Andrej Stoljarov, ex tennista russo
- 9 gennaio - Emiliano Testini, dirigente sportivo, allenatore di calcio e ex calciatore italiano
- 9 gennaio - Gerd Wimmer, ex calciatore austriaco
- 10 gennaio - Rhian Benson, cantautrice ghanese
- 10 gennaio - A.J. Bramlett, ex cestista statunitense
- 10 gennaio - Greg Centauro, attore pornografico e regista francese († 2011)
- 10 gennaio - Jesús Cilla, ex cestista spagnolo
- 10 gennaio - Michelle O'Neill, politica irlandese
- 10 gennaio - Mike Fokoroni, maratoneta zimbabwese
- 10 gennaio - Konstantïn Gorovenko, ex calciatore kazako
- 10 gennaio - Clark Haggans, giocatore di football americano statunitense († 2023)
- 10 gennaio - Jorge Rojas, ex calciatore venezuelano
- 10 gennaio - Bruno Sanches, attore francese
- 10 gennaio - Joris Van Hout, ex calciatore belga
- 11 gennaio - Christian Bauer, scacchista francese
- 11 gennaio - Luke Dimech, ex calciatore maltese
- 11 gennaio - Anni Friesinger, pattinatrice di velocità su ghiaccio tedesca
- 11 gennaio - Pavle Jovanovic, bobbista statunitense († 2020)
- 11 gennaio - Jérôme Kerviel, francese
- 11 gennaio - Oleksij Lukaševič, ex lunghista ucraino
- 11 gennaio - Masahiro Matsuoka, cantante e attore giapponese
- 11 gennaio - Stockar McDougle, ex giocatore di football americano statunitense
- 11 gennaio - Antonio Morello, ex calciatore italiano
- 11 gennaio - Enrico Morello, ex calciatore italiano
- 11 gennaio - Antti Pohja, ex calciatore finlandese
- 11 gennaio - Devin Ratray, attore statunitense
- 11 gennaio - Tara Sharma, attrice britannica
- 11 gennaio - Vasilij Sigarev, drammaturgo e regista russo
- 12 gennaio - Kevin Figueiredo, batterista statunitense
- 12 gennaio - Freddy García, ex calciatore e ex giocatore di calcio a 5 guatemalteco
- 12 gennaio - Nieves Llamas, ex cestista spagnola
- 12 gennaio - Emanuele Manitta, allenatore di calcio e ex calciatore italiano
- 12 gennaio - Rocco Marchi, polistrumentista, arrangiatore e compositore italiano
- 12 gennaio - Marijo Marić, allenatore di calcio e ex calciatore croato
- 12 gennaio - Cade McNown, ex giocatore di football americano statunitense
- 12 gennaio - Bas Nijhuis, arbitro di calcio olandese
- 12 gennaio - Piolo Pascual, attore, modello e musicista filippino
- 12 gennaio - Tom Sietas, apneista tedesco
- 12 gennaio - Gunter Thiebaut, ex calciatore belga
- 12 gennaio - Kevin Thorn, wrestler statunitense
- 12 gennaio - Eithan Urbach, ex nuotatore israeliano
- 13 gennaio - Alberto Martín Acosta, allenatore di calcio e ex calciatore uruguaiano
- 13 gennaio - Orlando Bloom, attore britannico
- 13 gennaio - Juan Manuel Delgado Moreno, ex calciatore spagnolo
- 13 gennaio - Abdoulaye Diakité, ex calciatore maliano
- 13 gennaio - Andrea Franco, scrittore italiano
- 13 gennaio - Kim Do-kyun, ex calciatore sudcoreano
- 13 gennaio - Dīmītrīs Leōnī, ex calciatore cipriota
- 13 gennaio - Roberto Magnani, dirigente sportivo e ex calciatore italiano
- 13 gennaio - Agusti Pol, ex calciatore andorrano
- 13 gennaio - James Posey, allenatore di pallacanestro e ex cestista statunitense
- 13 gennaio - Sarah Webb, velista britannica
- 14 gennaio - Nasser Al-Othman, calciatore kuwaitiano
- 14 gennaio - Paola Bazzi, sciatrice d'erba italiana
- 14 gennaio - Antonio Castrignanò, musicista e compositore italiano
- 14 gennaio - Martina Cufar, arrampicatrice slovena
- 14 gennaio - Felice Foglia, ex calciatore italiano
- 14 gennaio - Gordon Forrest, allenatore di calcio e ex calciatore scozzese
- 14 gennaio - Manuela González, attrice colombiana
- 14 gennaio - Narain Karthikeyan, ex pilota automobilistico indiano
- 14 gennaio - Justin Kurtz, ex hockeista su ghiaccio canadese
- 14 gennaio - Arístides Masi, ex calciatore paraguaiano
- 14 gennaio - Park Jeong-eun, ex cestista sudcoreana
- 14 gennaio - Renato Pilipović, ex calciatore croato
- 14 gennaio - Juan Pablo Raba, attore colombiano
- 14 gennaio - Marco Racaniello, pianista, compositore e direttore di coro italiano († 2005)
- 14 gennaio - Diego Scotti, ex calciatore uruguaiano
- 14 gennaio - Yandel, cantante e produttore discografico portoricano
- 15 gennaio - Maurizio Anastasi, dirigente sportivo e ex calciatore italiano
- 15 gennaio - Fabrizio Bai, chitarrista e compositore italiano
- 15 gennaio - Laura Barretta, ex cestista italiana
- 15 gennaio - Valerio Berruti, artista italiano
- 15 gennaio - Sara Cristina Cometti, giornalista e ex schermitrice italiana
- 15 gennaio - Emanuele Dabbono, cantautore italiano
- 15 gennaio - José Miguel Elías, ex ciclista su strada spagnolo
- 15 gennaio - Giorgia Meloni, politica italiana
- 15 gennaio - Álex Pereira, ex calciatore venezuelano
- 15 gennaio - Dajim, rapper tailandese
- 15 gennaio - Daciana Sârbu, politica rumena
- 15 gennaio - Ronald Zehrfeld, attore tedesco
- 16 gennaio - Athirson, allenatore di calcio e ex calciatore brasiliano
- 16 gennaio - Jeff Foster, ex cestista statunitense
- 16 gennaio - Sergio Lobera, allenatore di calcio e dirigente sportivo spagnolo
- 16 gennaio - Dominic Perna, ex hockeista su ghiaccio canadese
- 16 gennaio - Tomáš Polách, ex calciatore ceco
- 16 gennaio - Ariel Zeevi, judoka israeliano
- 17 gennaio - Ali El Khattabi, ex calciatore marocchino
- 17 gennaio - Dmitrij Kiričenko, allenatore di calcio e ex calciatore russo
- 17 gennaio - Luca Paolini, ex ciclista su strada italiano
- 17 gennaio - Juan Redondo, ex calciatore spagnolo
- 17 gennaio - Sverre Rotevatn, ex combinatista nordico norvegese
- 17 gennaio - Miriam Schnitzer, ex tennista tedesca
- 17 gennaio - Tolga Seyhan, ex calciatore turco
- 17 gennaio - Leigh Whannell, sceneggiatore, produttore cinematografico e attore australiano
- 17 gennaio - Hicham Zerouali, calciatore marocchino († 2004)
- 18 gennaio - Ronald Arana, allenatore di calcio e ex calciatore boliviano
- 18 gennaio - Didier Dinart, ex pallamanista, allenatore di pallamano e dirigente sportivo francese
- 18 gennaio - Neale Fenn, allenatore di calcio e ex calciatore irlandese
- 18 gennaio - Euthymīs Filippou, sceneggiatore greco
- 18 gennaio - Ota Fukárek, ex tennista ceco
- 18 gennaio - Klaus Lanzarini, nuotatore italiano
- 18 gennaio - Stefano Lorenzi, allenatore di calcio e ex calciatore italiano
- 18 gennaio - Daniel Matsau, ex calciatore sudafricano
- 18 gennaio - Jean-Patrick Nazon, ex ciclista su strada francese
- 18 gennaio - Arjan Pisha, ex calciatore albanese
- 18 gennaio - Giōrgos Vovoras, allenatore di pallacanestro greco
- 18 gennaio - Alina Židkova, ex tennista russa
- 19 gennaio - Rob Delaney, comico, attore e scrittore statunitense
- 19 gennaio - Gregor Hafnar, ex cestista e allenatore di pallacanestro sloveno
- 19 gennaio - Taliesin Jaffe, doppiatore, attore e scrittore statunitense
- 19 gennaio - Lauren, ex calciatore camerunese
- 19 gennaio - Nicole, cantautrice cilena
- 20 gennaio - Fabián Coelho, ex calciatore uruguaiano
- 20 gennaio - DJ Mehdi, disc jockey e produttore discografico francese († 2011)
- 20 gennaio - Andrea Harder, ex cestista tedesca
- 20 gennaio - Robert Ibertsberger, allenatore di calcio e ex calciatore austriaco
- 20 gennaio - Thomas Kail, regista statunitense
- 20 gennaio - Rian Lindell, giocatore di football americano statunitense
- 20 gennaio - Anders Marcusson, pentatleta svedese
- 20 gennaio - Tommyknocker, disc jockey italiano
- 20 gennaio - Rúnar Rúnarsson, regista, sceneggiatore e produttore cinematografico islandese
- 20 gennaio - Ilian Stojanov, ex calciatore bulgaro
- 20 gennaio - J. C. Tran, giocatore di poker vietnamita
- 20 gennaio - Jeremiah Trotter, giocatore di football americano statunitense
- 20 gennaio - Unai Vergara, ex calciatore spagnolo
- 20 gennaio - Sid Wilson, disc jockey e rapper statunitense
- 21 gennaio - Al Baxter, ex rugbista a 15 e architetto australiano
- 21 gennaio - Bradley Carnell, allenatore di calcio e ex calciatore sudafricano
- 21 gennaio - Mauro Di Maggio, cantautore italiano
- 21 gennaio - Arjan Dodaj, arcivescovo cattolico albanese
- 21 gennaio - Marcello Introna, scrittore italiano
- 21 gennaio - Marina La Rosa, personaggio televisivo e attrice italiana
- 21 gennaio - Ulrike Maisch, ex maratoneta tedesca
- 21 gennaio - Kirsten Münchow, martellista tedesca
- 21 gennaio - Phil Neville, allenatore di calcio, dirigente sportivo e ex calciatore inglese
- 21 gennaio - Renato Novara, doppiatore, direttore del doppiaggio e musicista italiano
- 21 gennaio - Michael Ruffin, allenatore di pallacanestro e ex cestista statunitense
- 21 gennaio - Hussein Sulaimani, ex calciatore saudita
- 21 gennaio - Jerry Trainor, attore e doppiatore statunitense
- 22 gennaio - Simone Bacciocchi, allenatore di calcio e ex calciatore sammarinese
- 22 gennaio - Louis Carey, ex calciatore scozzese
- 22 gennaio - Odair Hellmann, allenatore di calcio e ex calciatore brasiliano
- 22 gennaio - Mohamed Kharbouch, ex calciatore marocchino
- 22 gennaio - Gioia Masia, ex calciatrice italiana
- 22 gennaio - Hidetoshi Nakata, ex calciatore giapponese
- 22 gennaio - Christian Prassberger, ex sciatore alpino tedesco
- 22 gennaio - João Víctor Saraiva, giocatore di beach soccer angolano
- 22 gennaio - Kadri Simson, politica estone
- 22 gennaio - Toni Velamazán, ex calciatore spagnolo
- 22 gennaio - Alexandru Zotincă, ex calciatore rumeno
- 22 gennaio - Andrej Šupka, ex calciatore slovacco
- 23 gennaio - Giorgio Bassanelli Bisbal, direttore del doppiaggio e dialoghista italiano
- 23 gennaio - Mason Bates, compositore e disc jockey statunitense
- 23 gennaio - Tim Brabants, canoista britannico
- 23 gennaio - Javier Di Gregorio, ex calciatore cileno
- 23 gennaio - Hamdi Marzouki, ex calciatore tunisino
- 23 gennaio - Joséphine de Meaux, attrice francese
- 23 gennaio - Daniele Moretti, ex hockeista su ghiaccio italiano
- 23 gennaio - Gustavo Morínigo, allenatore di calcio e ex calciatore paraguaiano
- 23 gennaio - Vladimir Popov, ex sollevatore moldavo
- 24 gennaio - Mohammad Hossein Barkhah, ex sollevatore iraniano
- 24 gennaio - Adaílton Martins Bolzan, ex calciatore brasiliano
- 24 gennaio - Minke Booij, ex hockeista su prato olandese
- 24 gennaio - Luciano Cáceres, attore argentino
- 24 gennaio - Andrija Gerić, ex pallavolista serbo
- 24 gennaio - Tyrone Grant, ex cestista statunitense
- 24 gennaio - Michelle Hunziker, conduttrice televisiva, showgirl e attrice svizzera
- 24 gennaio - Chad Hurley, imprenditore e informatico statunitense
- 24 gennaio - Kensuke Kita, chitarrista giapponese
- 24 gennaio - Blessing Makunike, calciatore zimbabwese († 2004)
- 24 gennaio - Meng Guanliang, canoista cinese
- 24 gennaio - Ivica Pirić, ex calciatore croato
- 24 gennaio - Leif Gunnar Smerud, allenatore di calcio e ex calciatore norvegese
- 24 gennaio - Gerhard Struber, allenatore di calcio e ex calciatore austriaco
- 24 gennaio - Benedetta Tobagi, scrittrice e conduttrice radiofonica italiana
- 24 gennaio - Johann Urb, attore e ex modello estone
- 24 gennaio - John Wolyniec, dirigente sportivo, allenatore di calcio e ex calciatore statunitense
- 24 gennaio - Xiao Hailiang, ex tuffatore cinese
- 25 gennaio - Jill Bakken, ex bobbista statunitense
- 25 gennaio - Michael Brown, allenatore di calcio e ex calciatore inglese
- 25 gennaio - Lidia Chojecka, ex mezzofondista polacca
- 25 gennaio - Christian Ingebrigtsen, cantante norvegese
- 25 gennaio - Stefan Milenkovich, violinista serbo
- 25 gennaio - Ožbi Ošlak, ex sciatore alpino sloveno
- 25 gennaio - Dottor Pira, fumettista, grafico e autore televisivo italiano
- 25 gennaio - Milo Rau, regista, giornalista e saggista svizzero
- 25 gennaio - Luke Roberts, dirigente sportivo, ex pistard e ciclista su strada australiano
- 25 gennaio - Marta Rovira, politica spagnola
- 25 gennaio - Mats Rubarth, ex calciatore, cantautore e bassista svedese
- 25 gennaio - Hatem Trabelsi, ex calciatore tunisino
- 26 gennaio - Hassouneh Al-Sheikh, ex calciatore giordano
- 26 gennaio - Nicholaus Arson, chitarrista svedese
- 26 gennaio - Davide Carraro, vescovo cattolico e missionario italiano
- 26 gennaio - Vince Carter, ex cestista statunitense
- 26 gennaio - Ēriks Ešenvalds, compositore lettone
- 26 gennaio - Justin Gimelstob, allenatore di tennis e ex tennista statunitense
- 26 gennaio - Piotr Haczek, ex velocista polacco
- 26 gennaio - Jérôme Jeannet, schermidore francese
- 26 gennaio - Hemky Madera, attore dominicano
- 26 gennaio - Rinaldo Melucci, politico italiano
- 26 gennaio - Etienne Mermer, allenatore di calcio e ex calciatore vanuatuano
- 26 gennaio - Marsha Moreau, attrice canadese
- 26 gennaio - Park Hae-il, attore sudcoreano
- 26 gennaio - Jorge Pina Pérez, schermidore spagnolo
- 27 gennaio - Maria Francesca Bentivoglio, ex tennista italiana
- 27 gennaio - Tina Bogataj, ex sciatrice alpina slovena
- 27 gennaio - Hasan Cetinkaya, procuratore sportivo e ex calciatore svedese
- 27 gennaio - Elena Vaenga, cantante russa
- 27 gennaio - Khatia Dekanoidze, politica georgiana
- 27 gennaio - Siramana Dembélé, allenatore di calcio e ex calciatore francese
- 27 gennaio - Rowley Douglas, ex canottiere britannico
- 27 gennaio - Martin Hojsík, politico slovacco
- 27 gennaio - Artūras Javtokas, ex cestista lituano
- 27 gennaio - Tomi Kallio, hockeista su ghiaccio finlandese
- 27 gennaio - Donorovyn Lchùmbėngarav, allenatore di calcio e calciatore mongolo
- 27 gennaio - Lucia Mascino, attrice italiana
- 27 gennaio - José María Panadero, ex cestista spagnolo
- 27 gennaio - Jaana Pelkonen, conduttrice televisiva e politica finlandese
- 27 gennaio - Matt Perry, ex rugbista a 15 britannico
- 27 gennaio - Vladimir Petrović, cestista serbo
- 27 gennaio - Jan Roos, giornalista olandese
- 28 gennaio - Sandis Buškevics, allenatore di pallacanestro e ex cestista lettone
- 28 gennaio - Cristian Carrara, compositore e politico italiano
- 28 gennaio - Daunte Culpepper, ex giocatore di football americano statunitense
- 28 gennaio - Antonio Delgado, avvocato e politico statunitense
- 28 gennaio - Joey Fatone, cantante, attore e personaggio televisivo statunitense
- 28 gennaio - Maximilian Krah, politico tedesco
- 28 gennaio - Audrius Kšanavičius, ex calciatore e ex giocatore di calcio a 5 lituano
- 28 gennaio - Marcelo Lipatín, ex calciatore uruguaiano
- 28 gennaio - Pablo Nassar, ex calciatore costaricano
- 28 gennaio - Andrés Neuman, scrittore, poeta e traduttore argentino
- 28 gennaio - Francisco Antonio Pavón, ex calciatore honduregno
- 28 gennaio - Takuma Satō, pilota automobilistico giapponese
- 28 gennaio - Bekir Yarangüme, ex cestista turco
- 28 gennaio - Zhao Tao, attrice cinese
- 29 gennaio - Mohamed Abdelhamid, ex giocatore di calcio a 5 egiziano
- 29 gennaio - Ruddy Buquet, arbitro di calcio francese
- 29 gennaio - Emiliano Fenu, politico italiano
- 29 gennaio - Costantino della Gherardesca, conduttore televisivo, opinionista e conduttore radiofonico italiano
- 29 gennaio - Marcelo Giménez, ex giocatore di calcio a 5 argentino
- 29 gennaio - Justin Hartley, attore e regista statunitense
- 29 gennaio - Mai Hosho, attrice giapponese
- 29 gennaio - Sam Jaeger, attore, sceneggiatore e regista statunitense
- 29 gennaio - Shalimar Jones, ex calciatore olandese
- 29 gennaio - Suzie Kennedy, attrice, modella e cantante britannica
- 29 gennaio - Desirée Rancatore, soprano italiano
- 29 gennaio - Alexandre Rousselet, ex fondista francese
- 29 gennaio - Davide Saverino, ex calciatore italiano
- 29 gennaio - Eddie Shannon, ex cestista statunitense
- 29 gennaio - Lateefah Simon, politica statunitense
- 30 gennaio - Salvatore Davide Arena, carabiniere italiano
- 30 gennaio - Jaŭhen Kapaŭ, ex calciatore bielorusso
- 30 gennaio - Deltha O'Neal, giocatore di football americano statunitense
- 30 gennaio - Laura Venturini, ex pallavolista italiana
- 31 gennaio - Israel Alves, ex giocatore di calcio a 5 portoghese
- 31 gennaio - Michele Antonioli, ex pattinatore di short track italiano
- 31 gennaio - Tania Belvederesi, ex ciclista su strada italiana
- 31 gennaio - Torri Edwards, ex velocista statunitense
- 31 gennaio - Eddie Gustafsson, ex calciatore statunitense
- 31 gennaio - Shingo Katori, cantante, attore e doppiatore giapponese
- 31 gennaio - Nkhiphitheni Matombo, ex calciatore sudafricano
- 31 gennaio - Renzo Mazzoleni, ex ciclista su strada italiano
- 31 gennaio - Giuliano Modarelli, chitarrista italiano
- 31 gennaio - Bobby Moynihan, attore statunitense
- 31 gennaio - Sergei Pareiko, ex calciatore estone
- 31 gennaio - Salvo Sallemi, avvocato e politico italiano
- 31 gennaio - Katherine Shindle, modella e attrice statunitense
- 31 gennaio - Válter Apolinário da Silva, ex cestista brasiliano
- 31 gennaio - Kerry Washington, attrice statunitense